# Bay kancellár

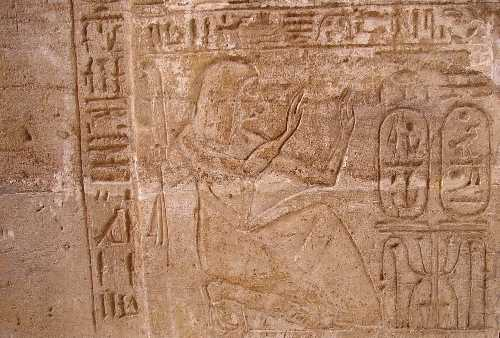
Bay kancellár Núbiában, az amadai templomban, Sziptah kártusa előtt hódol

Bay kancellár befolyásos ókori egyiptomi hivatalnok volt a XIX. dinasztia uralmának vége felé, Sziptah fáraó uralkodása alatt; az uralkodó kincstárnoka.
Szíriai származású volt, talán rokonságban állt Sziptah anyjával, a szintén szíriai Szutailja királyi ágyassal. Udvari neve, a Ramesszu-ha-em-netjeru fellengzőssége mutatja, hogy felvett név, ez is azt jelzi, idegen származású. A Harris Papirusz feltehetőleg őrá utal, amikor azt írja, egy Irszu nevű szíriai fejedelem uralkodott az országban (az Irszu gúnynév, jelentése: aki önmagát tette meg, „self-made man”).
Sziptah elődje, II. Széthi fáraó uralkodása alatt tett szert nagy hatalomra, ekkor említik először nevét, valamint azt, hogy írnok és a király szolgálatában áll. Később azzal dicsekszik egy feliratán, hogy Sziptahot ő emelte a trónra. Hogy milyen nagy befolyással bírt, azt az is mutatja, hogy a Királyok völgyében kialakított sírja (KV13) három, egymás mellé épített sír egyike – a másik kettő Sziptahé, valamint Széthi özvegyéé, Sziptah mostohaanyjáé és társuralkodójáé, Tauszert fáraónőé –, illetve hogy az amadai templomban egyforma magasságúnak ábrázolják Tauszerttel, és hogy Bay neve többször is előfordul Sziptah halotti templomában alapítási lerakatában.
Korábban feltételezték, hogy Bay Sziptah halála után, Tauszert rövid egyeduralma alatt is fontos szerepet játszott, azóta azonban előkerült egy bizonyíték arra, hogy Sziptah uralmának 5. évében kegyvesztetté vált, és ki is végezték. Utoljára egy, a 4. uralkodási évre datált feliraton jelenik meg neve. Az 5. évben Sziptah parancsára kivégezték. Ennek híre egy ránk maradt osztrakonon jutott el a Dejr el-Medina-i munkások falvába, akiknek abba kellett hagyniuk a további munkálatokat a kancellár sírján. A ma IFAO 1254 néven ismert osztrakon feliratát Pierre Grandet francia egyiptológus fordította le és tette közzé.
Sírját a XX. dinasztia idején kisajátították: először III. Ramszesz fiát, Montuherkhopsefet temették ide, később VI. Ramszesz fiát, Amonherkhopsefet.